# Kapospula, Tolna
Kapospula  este un sat în districtul Dombóvár, județul Tolna, Ungaria, având o populație de 915 locuitori (2011). 

## Demografie
Componența etnică a satului Kapospula
     Maghiari (94,51%)
     Germani (4,51%)
     Alții (0,98%)
Componența confesională a satului Kapospula
     Romano-catolici (59,45%)
     Fără religie (9,84%)
     Reformați (3,06%)
     Luterani (1,64%)
     Necunoscută (25,14%)
     Alte religii (1,53%)
Conform recensământului din 2011, satul Kapospula avea 915 locuitori. Din punct de vedere etnic, majoritatea locuitorilor (94,51%) erau maghiari, cu o minoritate de germani (4,51%).  Din punct de vedere confesional, majoritatea locuitorilor (59,45%) erau romano-catolici, existând și minorități de persoane fără religie (9,84%), reformați (3,06%) și luterani (1,64%). Pentru 25,14% din locuitori nu este cunoscută apartenența confesională.